# Йоахім Ріхтер
Йоахім Ріхтер (нім. Joachim Richter;  28 липня 1896, Магдебург — 19 березня 1970, Бад-Арользен) — німецький офіцер, оберфюрер резерву військ СС. Кавалер Лицарського хреста Залізного хреста.

## Біографія
Учасник Першої світової війни. 1 травня 1933 року вступив у НСДАП (квиток №3 553 548), 8 травня — в СС (посвідчення №56 182). В 1939 році вступив в частини посилення СС, служив в дивізії СС «Вікінг», командував 2-м дивізіоном артилерійського полку цієї дивізії, потім — 5-м артилерійським полком СС. Учасник Німецько-радянської війни. З 5 по 17 лютого 1945 року — командир 32-ї добровольчої гренадерської дивізії СС.

## Звання
- Лейтенант (квітень 1915)
- Анвертер СС (14 березня 1933)
- Шарфюрер СС (1 липня 1933)
- Труппфюрер СС (29 серпня 1933)
- Штурмфюрер СС (30 січня 1934)
- Оберштурмфюрер СС (27 травня 1934)
- Гауптштурмфюрер СС (19 січня 1935)
- Штурмбаннфюрер СС (30 січня 1936)
- Оберштурмбаннфюрер СС (30 січня 1937)
- Лейтенант резерву (23 квітня 1937)
- Штандартенфюрер СС (20 квітня 1938)
- Гауптштурмфюрер резерву частин посилення СС (10 жовтня 1939)
- Штурмбаннфюрер резерву військ СС (20 квітня 1941)
- Оберштурмбаннфюрер резерву військ СС (20 квітня 1942)
- Штандартенфюрер резерву військ СС (9 листопада 1943)
- Оберфюрер резерву військ СС (20 квітня 1945)

## Нагороди
- Залізний хрест
  - 2-го класу (24 грудня 1914)
  - 1-го класу (9 серпня 1918)
- Сілезький Орел 2-го і 1-го ступеня
- Почесний хрест ветерана війни з мечами
- Йольський свічник (16 грудня 1935)
- Спортивний знак СА в бронзі (1 грудня 1937)
- Кільце «Мертва голова» (1 грудня 1937)
- Почесна шпага рейхсфюрера СС (1 грудня 1938)
- Застібка до Залізного хреста
  - 2-го класу (13 серпня 1941)
  - 1-го класу (11 липня 1941)
- Нагрудний знак «За участь у загальних штурмових атаках» (9 травня 1942)
- Орден Хреста Свободи 2-го класу з мечами (Фінляндія; 9 травня 1942)
- Німецький хрест в золоті (17 листопада 1943)
- Лицарський хрест Залізного хреста (23 лютого 1944)